# Braunschweiger Monogrammist

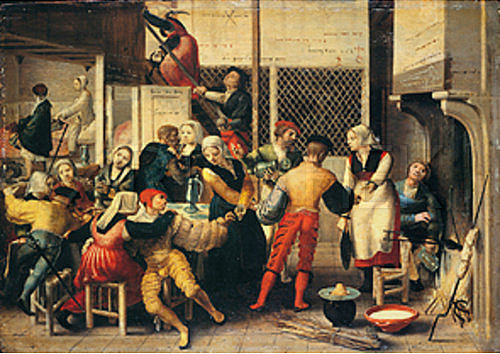
Bordeelscène

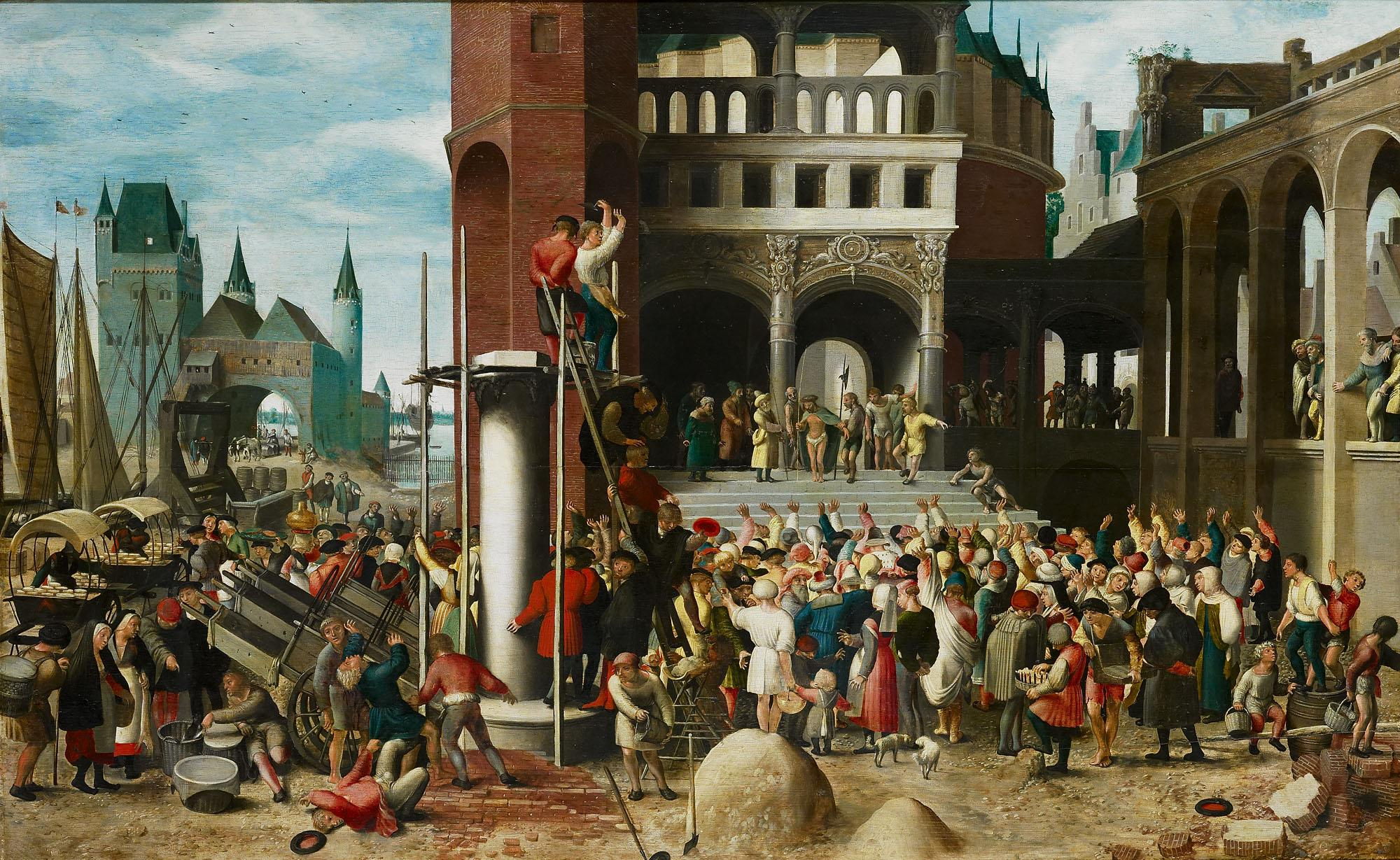
Ecce Homo

Braunschweiger Monogrammist of Brunswijkse Monogrammist is de noodnaam voor een anoniem Nederlands kunstschilder uit de eerste helft van de 16e eeuw. De aanduiding verwijst naar een schilderij getiteld De spijziging der armen dat zich bevindt in het Herzog Anton-Ulrich Museum in Braunschweig. (Het schilderij verbeeldt een Bijbelverhaal dat wordt aangehaald in het Evangelie volgens Lucas 14: 15 – 24).
De term 'monogrammist' is in dit geval ontleend aan het op het schilderij aanwezige monogram, dat bestaat uit de ineengestrengelde letters J, V, A, M, S en L. Deze lettercombinatie heeft geleid tot het vermoeden dat het hier zou gaan om de Nederlandse schilder Jan van Amstel, ook bekend onder de aanduiding 'Jan de Hollander'. Overigens worden ook Jan Sanders van Hemessen en de vrouwelijke schilder Mayken Verhulst in dit verband genoemd.
Het werk van de kunstenaar is kenmerkend voor een nieuwe wijze van uitbeelding die zich in de 15e en 16e eeuw ontwikkelde: een combinatie van Bijbelse onderwerpen met een landschap en genre-achtige aspecten. Zijn werk sluit aan bij dat van Lucas van Leyden. De schilder vervaardigde ook profane en erotisch getinte werkstukken. Zo werd hij door zijn wijze van uitbeelding van herberg- en bordeelscènes een van de belangrijkste voorlopers van de Nederlandse zedenschilderkunst uit de Gouden Eeuw en van schilders als Jan Brueghel de Oude en diens navolgers.